# 愛の陽炎
『愛の陽炎』（あいのかげろう）は、1986年3月1日に公開された日本映画。

## 概要
デビュー以来アイドルとしてテレビドラマで活躍していた伊藤麻衣子（現・いとうまい子）の、劇場用映画初主演作品。橋本自身が製材会社に勤務したときの経験をもとに脚本を思いついたという。（詳細については、橋本忍の項を参照のこと）。

## ストーリー
舞台は埼玉県西部地域。飯能市の製材所で働く20歳の新井ルミ子（伊藤麻衣子）は、職場に出入りする運転手・関口岩松（萩原流行）と恋に落ち、やがて婚約し肉体関係を持つ。ルミ子は結婚して日高市高麗の高台の一軒家で関口と暮らす夢を抱き、二人でこつこつ貯金をし結婚の準備をしている。ルミ子と同居していた祖母は、関口の性格は認めつつも、あまり良い印象をルミ子に語らない。祖母はその後、病院で関口が女子高生の中絶に付き添っていたとの噂を聞く。
家を建てるための土地に目をつけていると関口は語るが、状況は一向に進捗しない。また、デート代や関口が起こした事故の示談金などをルミ子が支払っていることもあり、ルミ子は彼に疑念を懐くようになっていく。土地の手付金の200万円を関口に託したルミ子は、職場の人間から土地が売りに出されるはずがないと聞く。更に関口が妻帯者であることを知る。
悔し泣くルミ子に、祖母はこの地に代々伝わる“呪い釘”を教える。丑の刻（午前二時）、白装束にローソクを頭に立てて神社の神木に、わら人形を呪う相手に見たてて五寸釘を打ち込む、それを十日間続けると、恨みを晴らす願いがかなうという。祖母は部屋の片隅から長年しまい込まれていた道具を取り出し、ルミ子に白装束を用意する。
ルミ子は恨を込めてわら人形に釘を打ち込む。その時、妻の弘江とベッドを共にしていた関口は、突然の痛みに苦しみはじめる。翌日、関口は原因不明のまま入院するが、すぐに退院する。効果がなかったと訴えるルミ子に祖母は泣きながら詫び、まだあと二日残っている、十日間続けるのだと告げる。
そして十日目の夜、トラック運転中に白装束を纏ったルミ子を目撃して驚いた関口は、ハンドル操作を誤り事故死する。
こうして願いが叶い、気持ちを切り替え東京へ旅立つ決意をしていたルミ子は、関口が目をつけていた土地の持ち主の西谷に呼び出される。そしてルミ子名義で土地の譲渡の手続きをしていたことと、関口は弘江と別れルミ子と結婚しようとしていた事を聞かされるのであった。

## キャスト
- 新井ルミ子：伊藤麻衣子
- 関口岩松：萩原流行
- おばあちゃん：北林谷栄
- 西谷克子：司葉子
- 藤谷社長：佐野浅夫
- 番頭・沼田：小坂一也
- 新井隆雄：小倉一郎
- 河井社長：小松方正
- 飯田弘江：風祭ゆき
- 松村：山田辰夫
- 住職：高田純次
- 看護婦・弓子：戸川京子
- 茂美：熊谷真実

## スタッフ
- 監督：三村晴彦
- 脚本：橋本忍
- 企画：杉崎重美、橋本信吾
- プロデューサー：小坂一雄
- 音楽：福島新一
- 主題歌：伊藤麻衣子「愛の陽炎」
- メインテーマ：伊藤麻衣子「奥秩父子守歌」
- 撮影：羽方義昌
- 美術：森田郷平
- 編集：鶴田益一
- 助監督：長尾啓司